# Armand de Foucauld de Pontbriand
Armand de Foucauld de Pontbriandur (ur. 24 listopada 1751 w Celles w gminie Périgueux, zm. 2 września 1792 w Paryżu) – błogosławiony Kościoła katolickiego, męczennik, ofiara prześladowań katolików okresu francuskiej rewolucji.
Po przyjęciu święceń kapłańskich w 1775 mianowany został kanonikiem. Za sprawą nominacji swego wuja, biskupa Arles, po ukończeniu studiów został wikariuszem generalnym. Występował przeciwko Konstytucji cywilnej kleru. Przed falą prześladowań schonił się w Paryżu. Aresztowany został za odmowę złożenia przysięgi konstytucyjnej.
Armand de Foucauld de Pontbriandur był jedną z ofiar tak zwanych masakr wrześniowych, w których zginęło 300 duchownych, ofiarą nienawiści do wiary (łac) odium fidei. Zamordowany został w klasztorze karmelitów 2 września 1792 roku.
Dzienna rocznica śmierci jest dniem, kiedy wspominany jest w Kościele katolickim.
Armand de Foucauld de Pontbriandur znalazł się w grupie 191 męczenników z Paryża beatyfikowanych przez papieża Piusa XI 17 października 1926.